# Földkelte

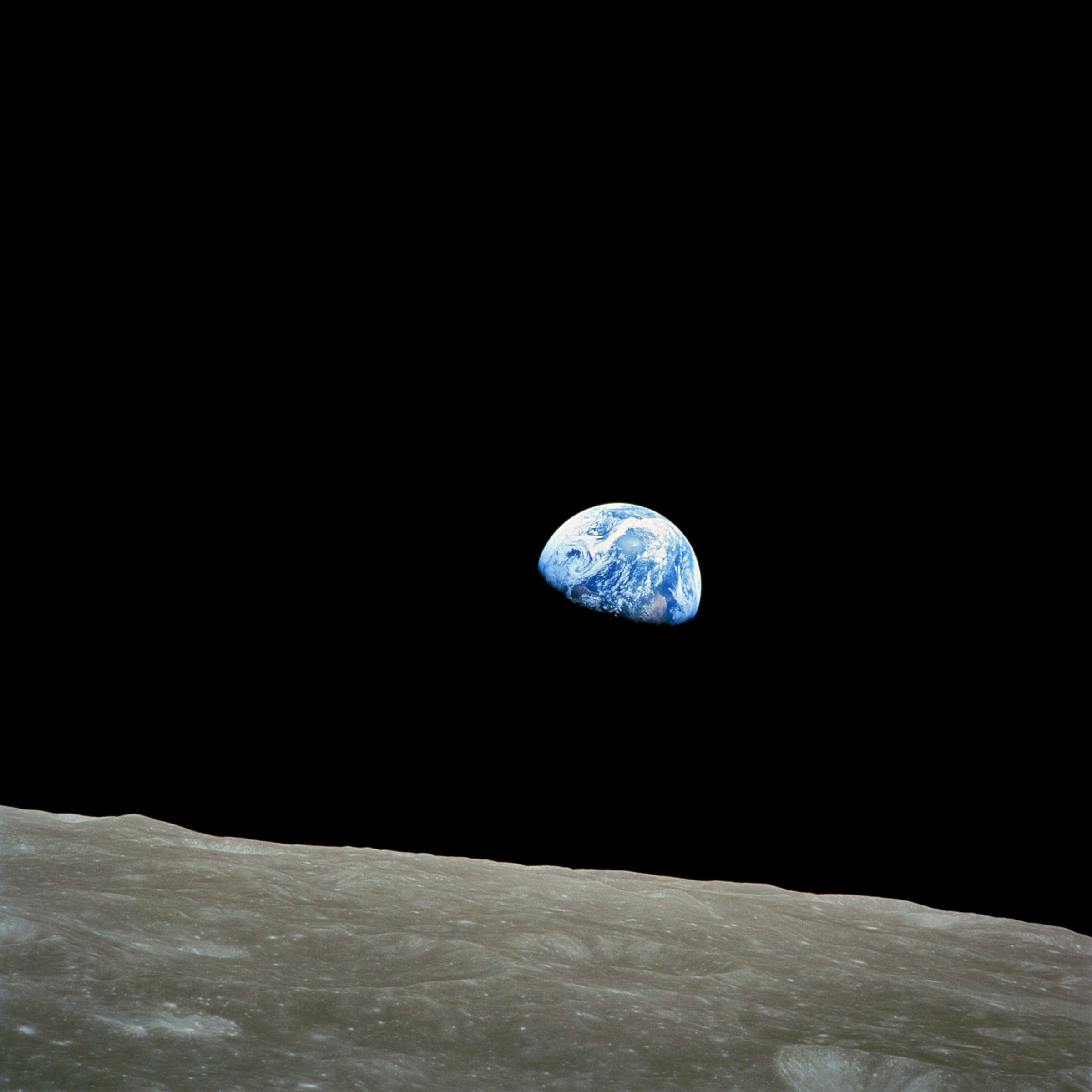
A Földkelte, 1968. december 24-én

A Földkelte nevet kapta az a fénykép, melyet William Anders készített a Földről 1968-ban az Apollo–8 küldetés során. A Life magazin 100 fénykép, melyek megváltoztatták a világot című kiadványában a természetfotós Galen Rowell úgy nyilatkozott róla, hogy „minden idők legnagyobb hatású környezetvédelmi fényképe”.

## Részletek
A NASA a Földkelte nevet adta az AS8-14-2383-as számú képnek, melyet William Anders űrhajós készített a történelmi jelentőségű Apollo–8 küldetés során: az első alkalom mikor ember vezette űrhajó megkerülte a Holdat.
Mielőtt Anders megtalálta volna a megfelelő 70 mm-es színesfilmet, a küldetést vezető Frank Borman már készített egy fekete-fehér képet a Földet érintő terminátorról. A szárazföldek elhelyezkedése és a felhők mintázata ugyanaz, mint a színes Földkelte fényképen.
A fénykép 1968. december 24-én készült a Hold keringési pályájáról, egy Hasselblad kamerával. Az eseményt egy hangfelvétel is megörökítette, aminek a segítségével közvetlenül követhetőek az események. Idézet:
Borman: Istenem! Nézd csak azt a képet! Most jön fel a Föld. Hű, nem csinos?

Anders: Hé, ne fotózz, nincsen benne a menetrendben.

Borman: (nevetve) Van színes filmed, Jim?

Anders: Add ide, légy szíves, azt a színes tekercset…
A végtelen szerelmesei – Az Apollo-program televíziós minisorozat hivatkozva Andrew Chaikin által írt A Man on the Moon könyvre azt állította, hogy Borman mondta ki a „nincsen benne a tervben” megjegyzést. Mégis a hangfelvétel egyértelműen bizonyítja Anders hangját, továbbá mivel Borman volt a küldetésvezető parancsnok, így ha ő nem engedélyezte volna a fényképezést a menetrendre hivatkozva, ebben az esetben a színes fotó sohasem készülhetett volna el.
Ezen a ponton számos fénykép készült. A küldetés hangfelvétele megerősíti, hogy több fényképet készítettek Borman utasítására, Lovell és Anders lelkes egyetértésével. Anders készítette az első színes képet, utána Lovell aki megjegyzi a fotó beállítási értékeit (Záridő: 1/250s, Rekesz: f/11), ezután ismét Anders következett két másik képpel, különböző expozíciós beállításokkal.
Borman 1988-ban kiadott önéletrajzában megtalálható az általa készített fekete-fehér kép szinte teljes oldalt kitöltő másolata, az alábbi felirattal: „A fotográfia történelmének egyik leghíresebb képe – akkor készült miután elragadtam a gépet Bill Anders-től”. Borman volt a küldetésvezető parancsnok és könyvében megjegyzi, hogy „ebből a képből a Posta bélyeget is készített, és kevés olyan fotó létezik melyről gyakrabban készülne másolat.”
A bélyeg lenyomat visszaadja felhők, színek és kráter mintáit Anders fotóján. Könyvében Borman úgy jellemezte Anderst (193. oldal), akinek „egyetemi végzettsége van nukleáris mérnöki szakon”; így rá hárult a feladat mint „a tudományos végzettségű szakember […] akinek a fotográfiai munkát is el kell végeznie, mely roppant fontos volt a későbbi Apollo legénységének, akik gyakorlatilag leszálltak a Holdra”.
Noha a fényképet általában úgy mutatják, hogy a holdfelszín a kép alján helyezkedik el, azonban az eredeti kompozícióban a Föld a bal oldalon látható, a holdfelszín pedig a kép jobb oldalán.

## A Földkelte mértana
A Hold felszínéről tapasztalt földkelték meglehetősen különböznek a földi napkeltéktől. Mivel a Hold kötött tengelyforgással rendelkezik, a Hold egyik fele mindig a Föld felé tekint. Ennek a ténynek az értelmezése arra a következtetésre juttathat egyeseket, hogy a Föld helyzete változatlan a Hold pályáján és földkelte nem történhet. Azonban a Hold enyhén ingázik, ami a Föld Lissajous-görbe alakját rajzolja az égboltra. Ez az alak belefér egy 15°48' széles és 13°20' magas téglalapba, míg a Föld szögátmérője a Holdról tekintve körülbelül csak 2°. Ez azt jelenti, hogy a földkelték csak a Hold Föld-megfigyelésre alkalmas területének (ez körülbelül a Hold felszínének 20%-a) széléről láthatóak. Mivel a teljes ingázási ciklus körülbelül 27 nap alatt történik, a földkelték nagyon lassúak és nagyjából 48 órába telik, hogy a Föld átmérője láthatóvá váljon. Az egy hónapig tartó Hold-keringés alatt a megfigyelő számára jobban láthatóak lennének az egymást követő "Föld fázisok", mint amennyire a Hold fázisai láthatóak a Földről. Ezeknek a "Föld fázisoknak" köszönhető a fényképen is csak félig látszó bolygó.

## Bélyeg

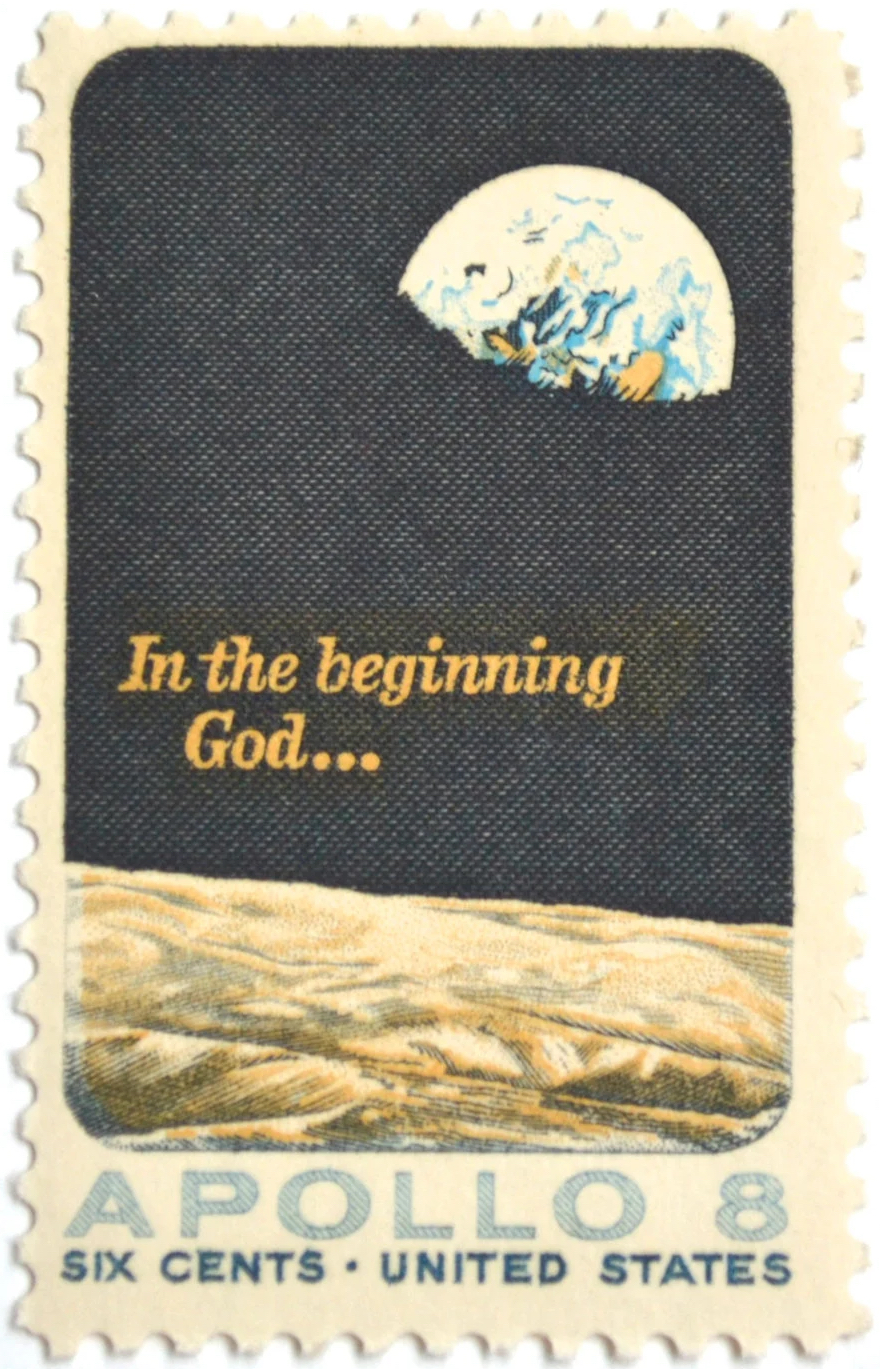
Egyesült Amerikai Államok postabélyege: Scott #1371.

1969-ben a USPS bélyeget adott ki az Apollo 8 hold-körüli repülésének emlékére (Scott-szám 1371). A bélyegen látható a Földkelte fénykép egy színes részlete, és a szavak "Kezdetben Isten...", megemlékezve az Apollo 8 űrhajósai által felolvasott Teremtés-könyve részekről.

## Földkelte videó
2008. április 6-án a Japán Űrügynökség által vezetett Hold körüli küldetés során a Kaguja (SELENE) űrszonda elkészítette az első nagy felbontású, 1080p Földkelte és Földnyugta videót. Miután a szonda 1 év és 8 hónapon keresztül sikeresen keringett a Hold körül, egy szándékos manőverrel 2009. június 10-én, 18:25-kor (UTC) úgy irányították, hogy a Hold felszínébe csapódjon.

## Lásd még
- Halványkék pötty
- Kék üveggolyó